# トマス・ヘイワード・ジュニア
トマス・ヘイワード・ジュニア（英:Thomas Heyward, Jr.、1746年7月28日-1809年3月6日）は、アメリカ合衆国サウスカロライナの代表としてアメリカ独立宣言と連合規約に署名した者の一人である。
ヘイワードはサウスカロライナのセントルークス郡で生まれ、家庭で教育を受けた後、イングランドに行って法律を勉強し、ミドルテンプルの栄誉協会会員となった。1775年には大陸会議代表に選ばれ、1778年にサウスカロライナに戻って、判事を務めた。民兵隊を指揮している時に、チャールストンの包囲戦でイギリス軍の捕虜になった。戦後も判事を続け、1798年に判事を辞した。

## 有名な一族
トマス・ヘイワードの子孫には、詩人、小説家および戯曲家のデュボーズ・ヘイワード (1885-1940)がおり、南部ルネッサンスに大きな影響を与え、1925年と1927年の戯曲『ポーギー』で最も良く知られており、これを元にして1935年のジョージ・ガーシュウィンによるオペラ『ポーギーとベス』の台本となった。
2代後の甥には南軍の将軍、ジェイムズ・ヘイワード・トラピアがおり、大陸会議のサウスカロライナ代表ダニエル・フーガーの1代離れたふた従兄弟、またやはり大陸会議のサウスカロライナ代表ポール・トラピアの孫であった（ポール・トラピアの妻はサウスカロライナ出身で独立戦争の将軍ピーター・ホリーの従姉妹であった）。ジェイムズ・ヘイワード・トラピアの妻（1代離れた従姉妹）は次の者の1代離れたふた従姉妹であった。
- 南軍の将軍、ロズウェル・サバイン・リプリーの妻
- 南軍の将軍、アーサー・ミドルトン・マニゴールト
- 南軍の中尉、チャールズ・マニゴールト・モリス、ルイス・モリスの曾孫